# Joaquim Oliveira Duarte
Pour les articles homonymes, voir Oliveira et Duarte.
Joaquim António Oliveira Duarte est un footballeur portugais né le 19 mars 1943 à Lisbonne. Il évoluait au poste d'attaquant.

## Biographie

### En club
Formé au Sporting Portugal, Joaquim Oliveira Duarte joue une unique rencontre de Coupe du Portugal lors de la saison 1961-1962,,.
Il rejoint l'Académica de Coimbra en 1962,,.
Oliveira Duarte revient au Sporting en 1965. Il est sacré Champion du Portugal lors de cette saison 1965-1966. Il est à nouveau Champion en 1970,,.
Il retrouve l'Académica après ce titre. Le club est relégué à l'issue de la saison 1971-1972 ,,.
Oliveira Duarte raccroche les crampons après la saison 1972-1973 sur un titre de vainqueur de II Divisão B,,.
Il dispute un total de 97 matchs pour 18 buts marqués en première division portugaise,. Au sein des compétitions européennes, il dispute 7 matchs en Coupe des villes de foires/Coupe UEFA pour 4 buts marqués.

### En équipe nationale
International portugais, il reçoit une unique sélection en équipe du Portugal le 13 novembre 1966 dans le cadre des qualifications pour l'Euro 1968 contre la Suède (défaite 1-2 à Oeiras).

## Palmarès
| Sporting - Championnat du Portugal (2) : - Champion : 1965-66 et 1969-70. |  | Académica de Coimbra - Championnat du Portugal D2 (1) : - Champion : 1972-73. |